# Matemàtiques aplicades
La matemàtica aplicada o matemàtiques aplicades són tots aquells mètodes i eines matemàtiques que es poden fer servir en l'anàlisi o solució de problemes en l'àmbit de les ciències aplicades o socials. Molts mètodes matemàtics han resultat efectius en l'estudi de problemes de física, química, biologia, medicina, ciències socials, administració, enginyeria, economia, finances, ecologia entre d'altres. La definició no és precisa, ja que, a priori, qualsevol part de la matemàtica podria ser utilitzada en problemes reals; tanmateix una possible diferència és que en matemàtiques aplicades es procura el desenvolupament de la matemàtica "cap a fora", és a dir cap a la resta de les àrees. I en menor grau "cap a dins" és a dir, cap al desenvolupament de les matemàtiques mateixes. Aquest últim seria el cas de les matemàtiques pures. La matemàtica aplicada es fa servir freqüentment en diferents àrees tecnològiques per al modelatge, simulació i optimització de processos o fenòmens.
Àrees de la matemàtica que tenen força aplicacions:

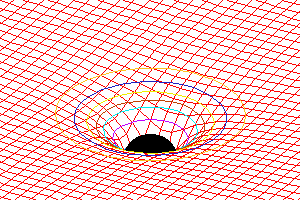
Física matemàtica
Fluidodinàmica matemàtica
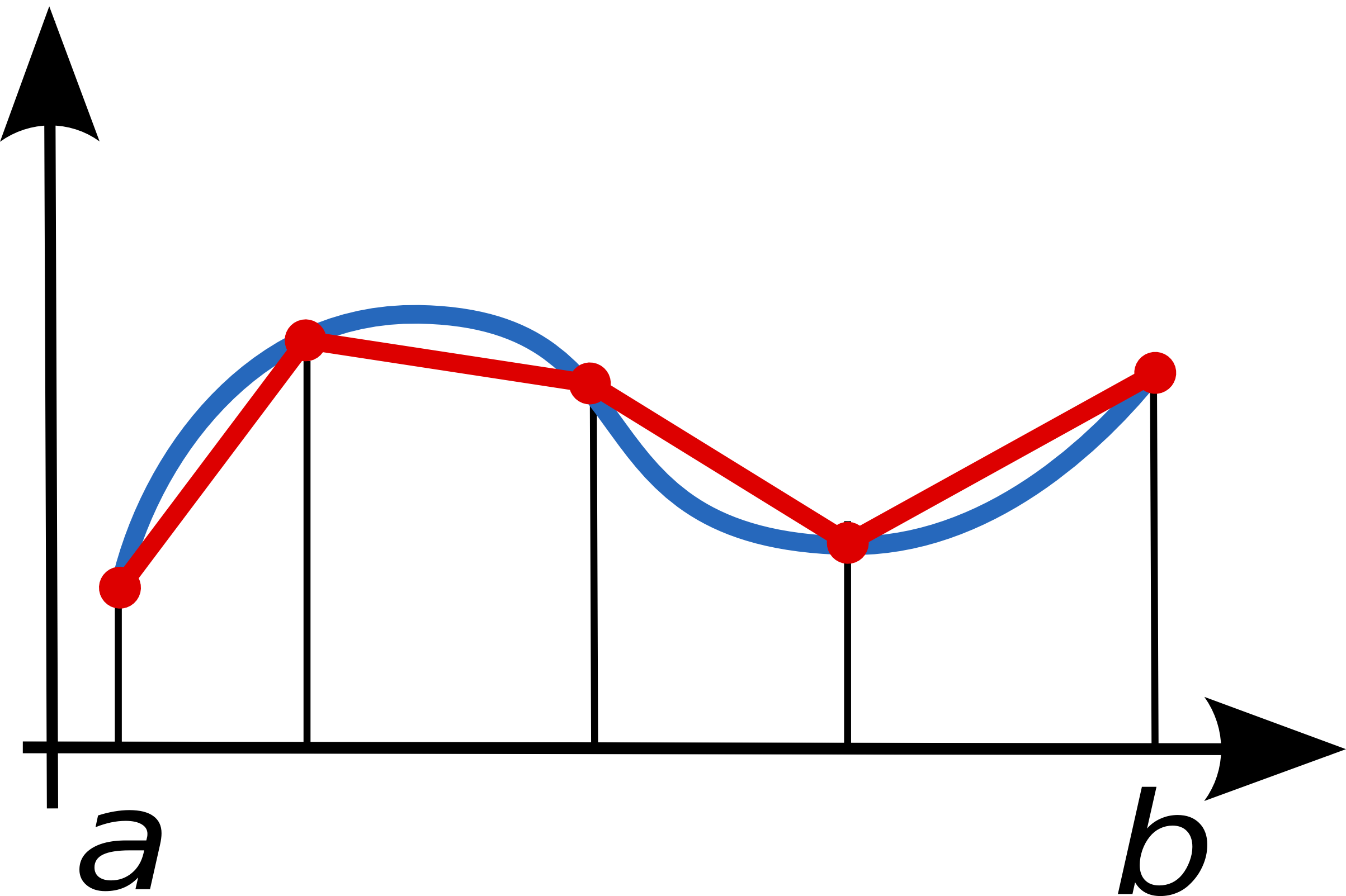
Anàlisi numèrica
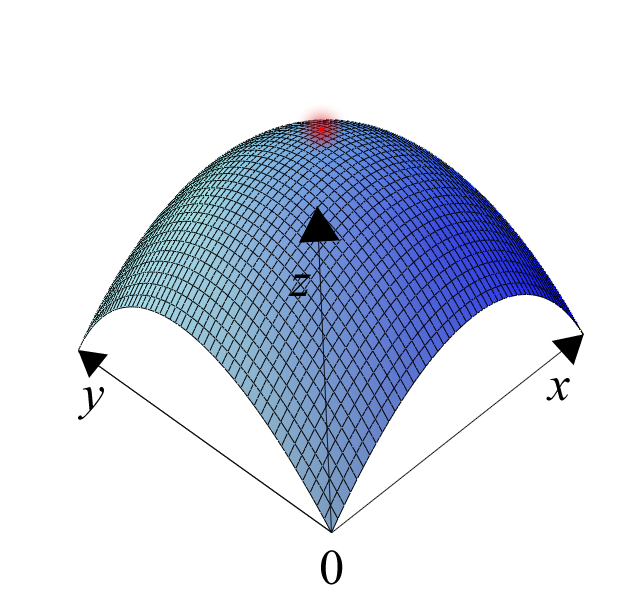
Optimització
Probabilitat
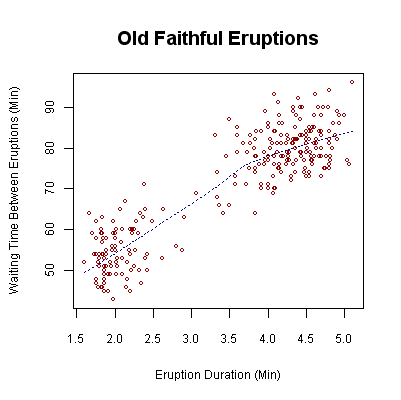
Estadística
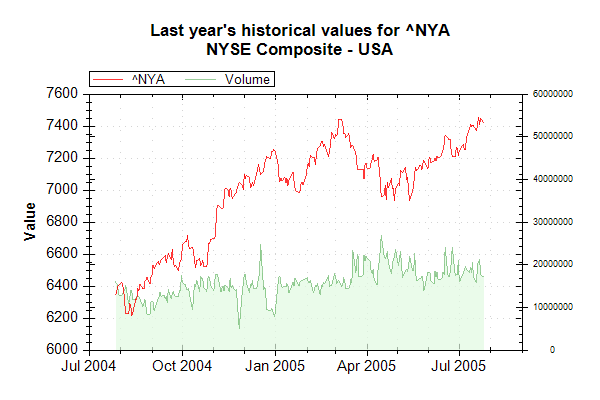
Matemàtica financera
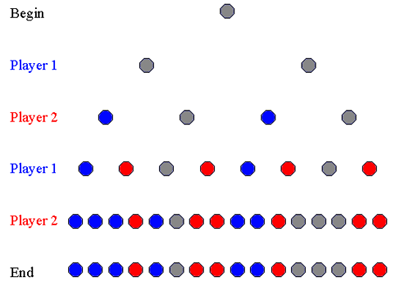
Teoria dels jocs

## Aplicacions concretes
Hi ha molts exemples concrets d’aplicacions de les matemàtiques a problemes reals. En cada cas és possible la comparació de la solució (total o parcial) sense matemàtiques o amb auxili de les matemàtiques.
Vegeu, a continuació, un conjunt d’exemples seleccionats aleatòriament. Cadascun en un apartat determinat.

### Agrimensura
La mesura de la superfície dels camps de conreu inundats pel riu Nil podia fer-se establint els límits, mesurant algunes mides i fent càlculs geomètrics per a obtenir la superfície total.

### Navegació per estima
Molts dels estudis sobre la regla de marteloio exposen els escrits de Ramon Llull sobre navegació com a precursors del tema.

#### Detalls
- 1285. Ramon Llull. Arbre de sciència.[14]
  - El tema de la navegació en Ramon Llull és particularment important. Entre les seves obres s'esmenta un tractat de navegació perdut: Ars navigandi.
  - En altres obres hi ha un parell de fragments que donen molta informació en poques paraules. En el més important, Llull defineix indirectament la navegació: saber la posició del vaixell mentre navega, en tot moment, amb referència a una geografia coneguda.

| « | La navegació naix i se deriva de la Geometria i de l'Aritmètica, perquè la nau que a un temps donat es troba en un lloc, en un altre temps se troba en un altre lloc diferent. | » |

| « | Lo mariner consira galera e nau e barca, e consira vela e arbre e nàuxer, e les altres coses qui a nau se pertanyen; e enaprés consira temps de navegar e•ls ports a los quals ha refugi, e la estela e la agulla e la caramida, e•ls vents, e les milles e les corses d'aquells, e les altres coses qui•s pertanyen a la sua art. | » |

| « | Quest. Ramon, los mariners còm mesuren les milles en la mar? – Sol. Los mariners consiren .iiij. vents generals, ço es saber, levant ponent mitjorn e tremuntana; e consiren altres .iiij. vents qui ixen dels primers, ço es saber, grec exaloc lebeg e maestre; e consiren lo centre del cercle en lo qual los vents fan angles e aprés consiren per lo vent de levant anant la nau luny .C. milles del centre, quantes milles ha tro al vent de exaloc, e doblen les milles tro a .CC. milles, e conexen quant son multiplicades les milles, que son .CC. del vent de levant tro al vent de exaloc, per moltiplicament de les milles qui son del terme centenar de levant tro al terme de exaloc; e d açò han instrument carta e compàs agulla e tremuntana. | » |

La versió original en llatí de la part final de la cita anterior (...Et ad hoc instrumentum habent chartam, compassum, acum, & stellam maris) ha estat interpretada per alguns com si Ramon Llull esmentés l'existència d'una regla (instrumentum = regla de marteloio) que havia vist aplicar, sense explicar-ne els detalls.

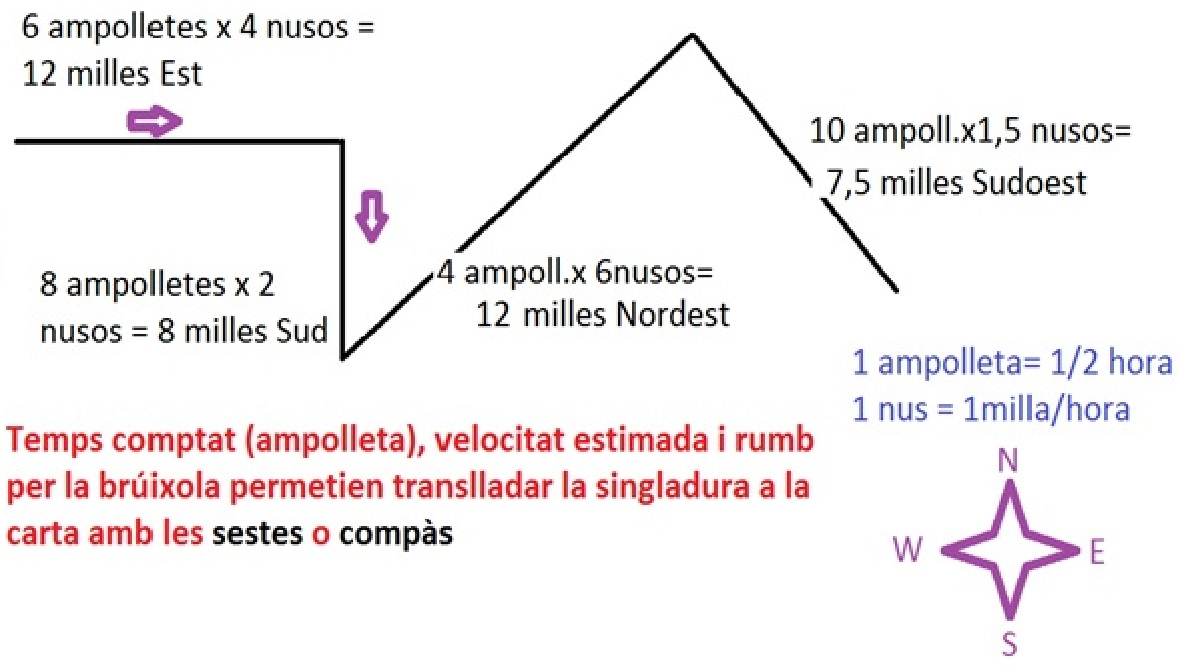
Croquis de la navegació medieval per estima (amb brúixola, ampolleta i compàs de puntes).

### Navegació astronòmica
La navegació astronòmica es basa en l’observació d’objectes celestes (principalment amb l’ús del sextant) i de la trigonometria esfèrica. Un parell de tractats sobre el tema foren els de José de Mendoza y Ríos i Agustí Canelles.

### Versinusi altres funcions
En la navegació astronòmica tradicional, sense calculadores ni ordinadors, els càlculs es feien manualment. Hi havia diverses taules de funcions trigonomètriques que facilitaven aquests càlculs.
Històricament, el vers sinus va ser considerada una de les funcions trigonomètriques més importants, però ha perdut popularitat en els temps moderns degut a la disponibilitat dels ordinadors i les calculadores científiques. Quan θ tendeix a zero, versin(θ) és la diferència entre dues quantitat gairebé iguals, així, si es va servir una taula trigonomètrica on només hi ha el cosinus cal que tingui molta exactitud per a poder trobar el versinus, això fa convenient la creació de taules separades pel versinus. (Fins i tot amb un ordinador, els errors d'arrodoniment fan aconsellable fer servir la fórmula del sin² per a valors petits de θ.) Un altre avantatge històrica del versinus és que no és mai negatiu, així, el seu logaritme està definit a tot arreu tret d'un únic angle (θ = 0, 2π…) on és zero—per tant, es poden fer servir taules de logaritmes per calcular les multiplicacions en les fórmules que impliquin versinus.

### Comboisaliats de laSegona Guerra Mundial
El transport de tropes, armes i mercaderies des d’Amèrica cap a Anglaterra era fonamental per als aliats. Els submarins alemanys provocaven pèrdues excessives, que comprometien l’evolució favorable de la guerra. Diversos estudis, especialment matemàtics, permeteren optimitzar el transport.